# Rinôçérôse
Rinôçérôse es una banda de Montpellier, Francia, formada por Jean-Philippe Freu (guitarra) y Patrice «Patou» Carrié (bajo), que mezcla rock con música electrónica y dance. 
Componen sus canciones en inglés, francés y alemán. 
Ambos miembros son doctores en psicología, y se declaran como "Psicólogos de día y músicos de noche". 
Con el sencillo Le Mobilier consiguieron situarse en el mapa internacional de la música dance. 
De su disco Schizophonia se extrajeron singles como Bitch o Cubicle, que sonaron en un anuncio de televisión de una famosa marca de reproductores mp3 y en la popular serie Nip/Tuck. 
Tanto en sus ambiciosos álbumes de estudio (Retrospective, Installation Sonore, Music Kills Me), como en sus directos, está presente su tendencia a ofrecer siempre buenos espectáculos sonoros y visuales  (enlace roto disponible en Internet Archive; véase el historial, la primera versión y la última)..

## Discografía

### Álbumes

#### Retrospective
- Retrospective (1997)

#### Installation sonore
- Installation Sonore (1999)

Los DJ's de house han llevado guitarras y coros poderosos a sus ritmos y mezclas por años. Rinôçérose toma el ejemplo y lo continúa. A veces, el grupo francés toca riffs de guitarra que parecen tornarse house y le añaden beats de four-on-the-floor para crear canciones que integran los dos estilos sin cambios bruscos. Otras veces elementos discretos de los dos estilos chocan uno con el otro, creando combinaciones sorprendentes.  
Una guitarra se une a un ácido chapoteo en Guitaristic house organisation y Le Triangle une un rasgueo de indie-rock a un beat de house. Otros elementos también entran en juego. El tema con toques brasileños Mes Vacances à Río de vez en cuando se desplaza al territorio del dub, sonidos fuzz y flautas jazzísticas llevan los ritmos latinos y jamaicanos. En "Popular Mechanics", zánganos arco e-soñador hipnótica obtener cosquillas deslizándose por los patrones de percusión.

#### Music kills me
- Music Kills Me (2002)

#### Schizophonia
- Schizophonia (2005)

Este álbum marca una evolución en el sonido de Rinôçérôse. Aficionados desde sus comienzos a las guitarras de los setenta y los ochenta, se produce una fusión de ritmos, con la electrónica y el rock. Este álbum mezcla simultáneamente la energía y los beats electrónicos con la rabia de la guitarra del rock. Una rabia que se expresa también a través de un abanico de vocalistas invitados, que consiguen realzar los temas con sus tonos disparatados. Entre ellos se encuentran Mark Gardener (excantante de The Ride), Nuutti Kataja (Dead Combo), Bnaan (The Infadels), Dominique Keegan (The Glass), Jessie Chaton (Fancy), David Lavaysse (I&Fused), etc.
Grabado a lo largo de dos años, en Montpellier, París, Lausanne y Londres, Schizophonic contó con la ayuda de reconocidos programadores como Johnny Palumbo, Steve Dub (The Chemical Brothers, Audio Bullys) o Shakedown. 
Este cuarto álbum muestra el camino recorrido por Rinôçérôse durante una década hasta convertirse en una banda destacada de la escena electrónica.

#### Futurînô
- Futurînô (2009)

#### Angels and Demons
- Angels and Demons (2017)

#### Psychôanalysis
- Psychôanalysis (2024)